# Șpring, Alba
Șpring, mai demult Spring, Șpringu (în maghiară Spring, în germană Gespreng) este satul de reședință al comunei cu același nume din județul Alba, Transilvania, România.

## Istoric
În perioada interbelică a făcut parte din plasa Miercurea Sibiului, în cadrul județului Sibiu (interbelic).

## Demografie
La recensământul din 1930 în Șpring au fost înregistrați 1.697 locuitori, dintre care 1.665 români, 29 țigani și 3 germani. Sub aspect confesional populația era alcătuită din 1.020 ortodocși, 668 greco-catolici, 3 luterani ș.a.

## Obiective memoriale
- Monumentul Eroilor Români din Primul Război Mondial. Crucea comemorativă este amplasată în centrul satului Șpring și a fost înălțată în anul 1920, prin contribuția Rafilei și a Carolinei Fleacă, împreună cu ceilalți săteni, în memoria eroilor români căzuți în Primul Război Mondial. Crucea, cu înălțimea de 2 m, este susținută de un soclu simplu, cu bază dreptunghiulară, deasupra căruia se află un bloc paralelipipedic, decorat în partea superioară cu câte o colonetă și un fronton cu două volute. Pe frontispiciul monumentului se află următorul înscris: „În amintirea eroilor căzuți în războiul din 1914-1918“.
- Monumentul Eroului. Monumentul este de tip cruce memorială și este amplasat în cimitirul ortodox din satul Șpring. Crucea cinstește memoria eroului Ioan Răcuciu din Vingard, căzut în Primul Război Mondial. Aceasta are o înălțime de 2 m, fiind realizată din lemn și marmură, iar împrejmuirea este din fier forjat. În plan frontal, pe baza crucii, sunt înscrise următoarele: „În memoria sergentului Ioan N. Răcuciu, Regimentul 64 Infanterie, căzut eroic în maiu 1917, în luptele de la Canalo Isanzo“.

## Imagini

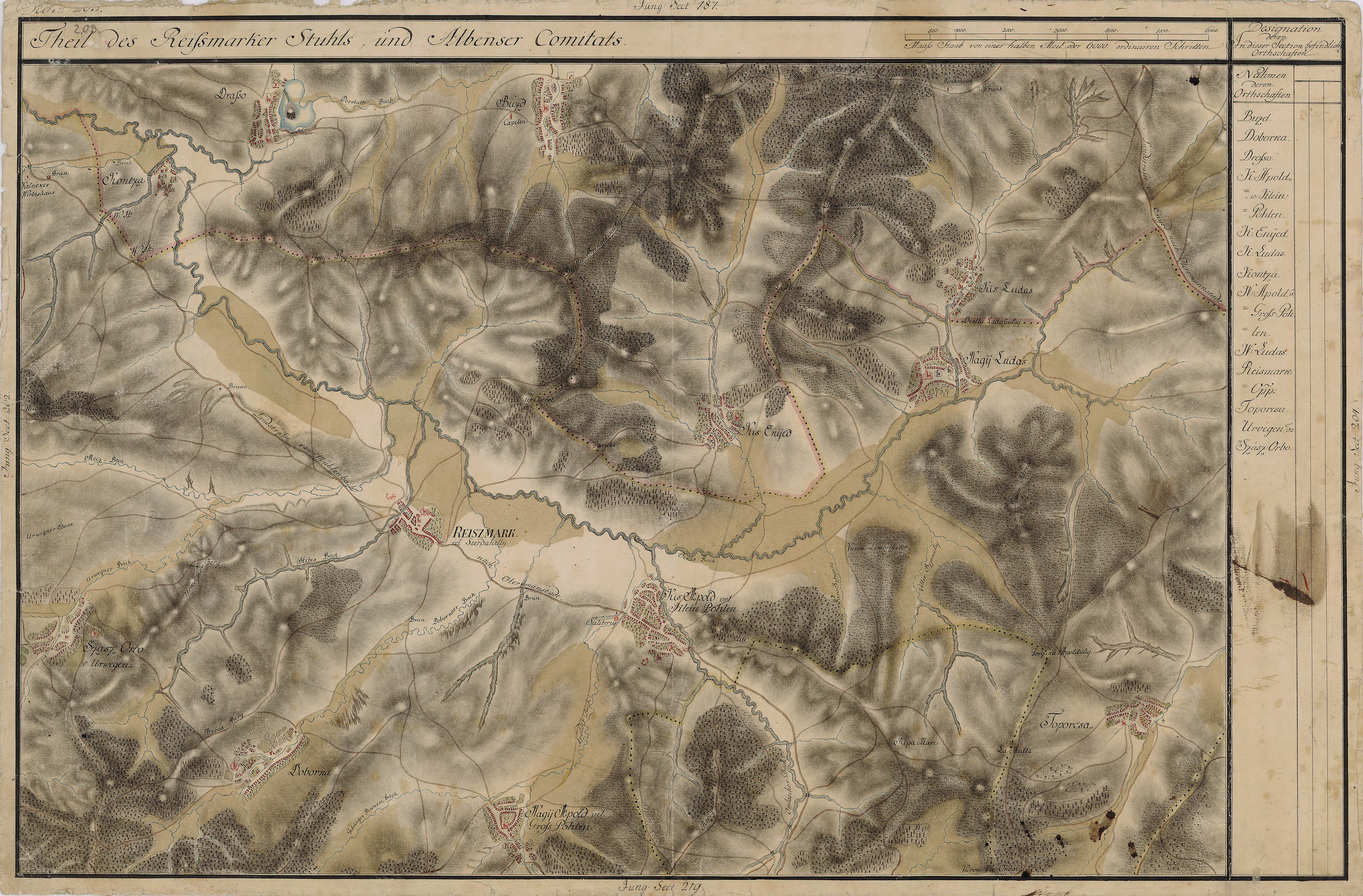
Șpring în Harta Iosefină a Transilvaniei, 1769-1773
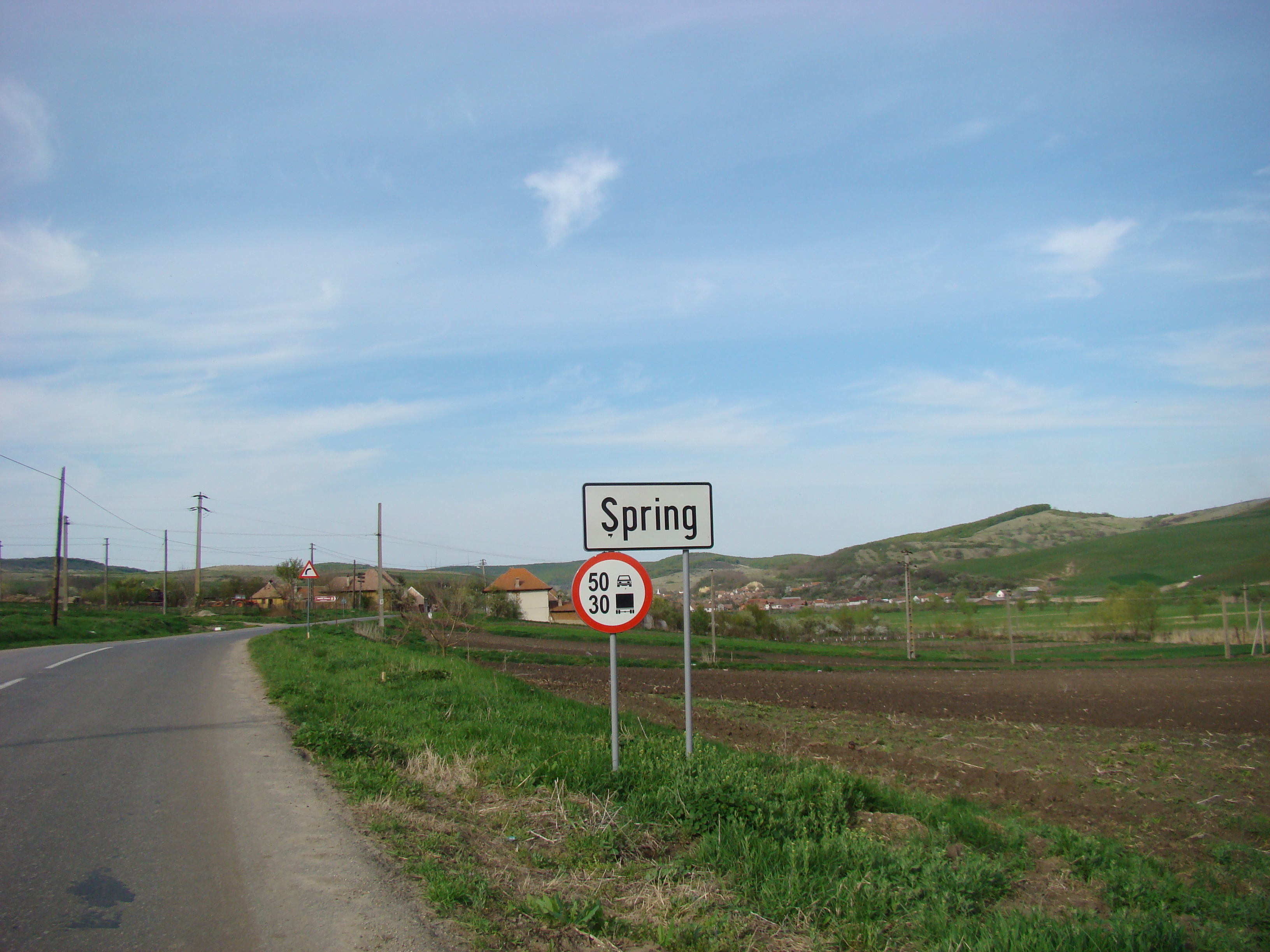
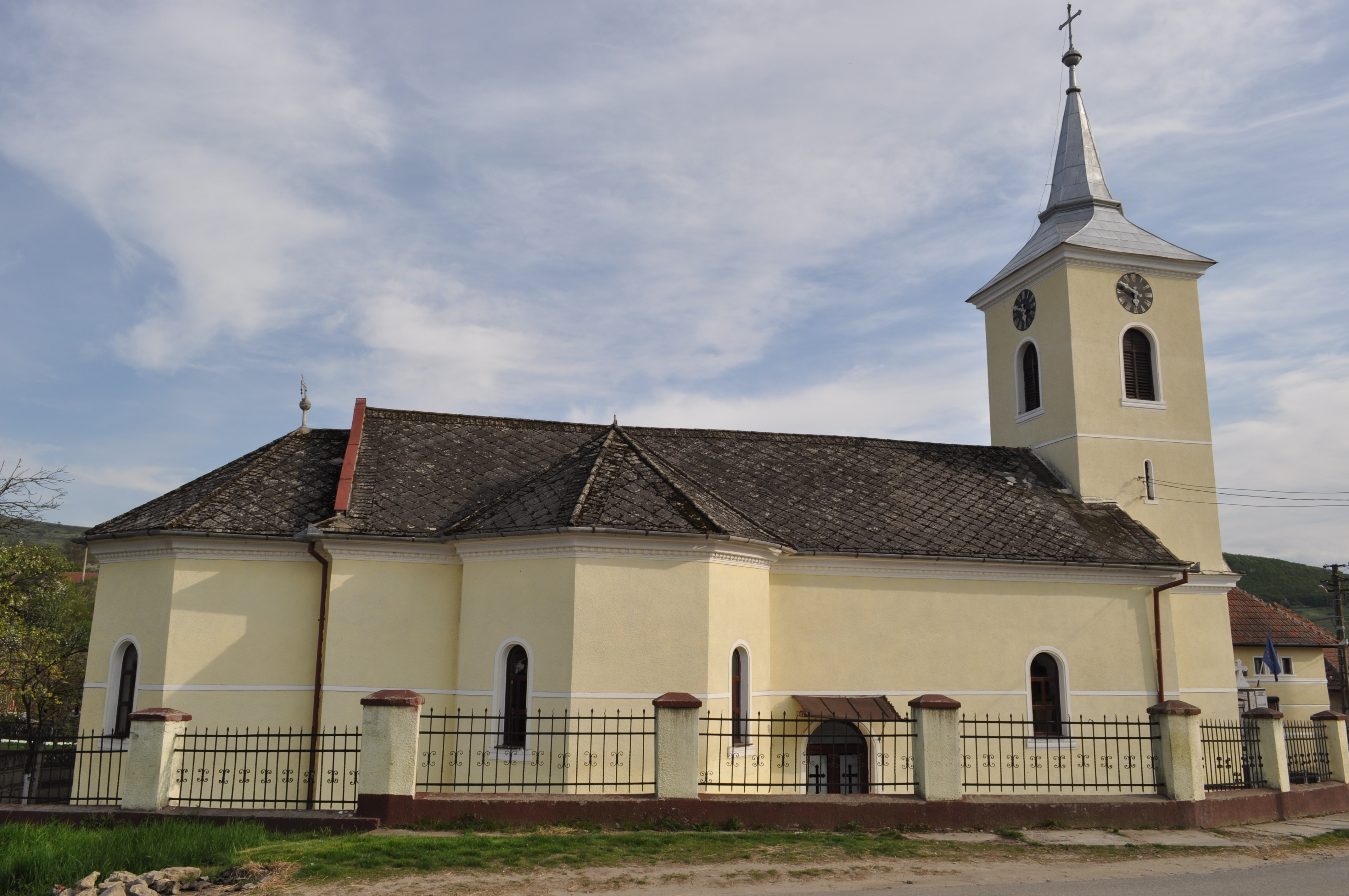
Biserica ortodoxă „Sfinții Arhangheli Mihail și Gavriil” (1912)
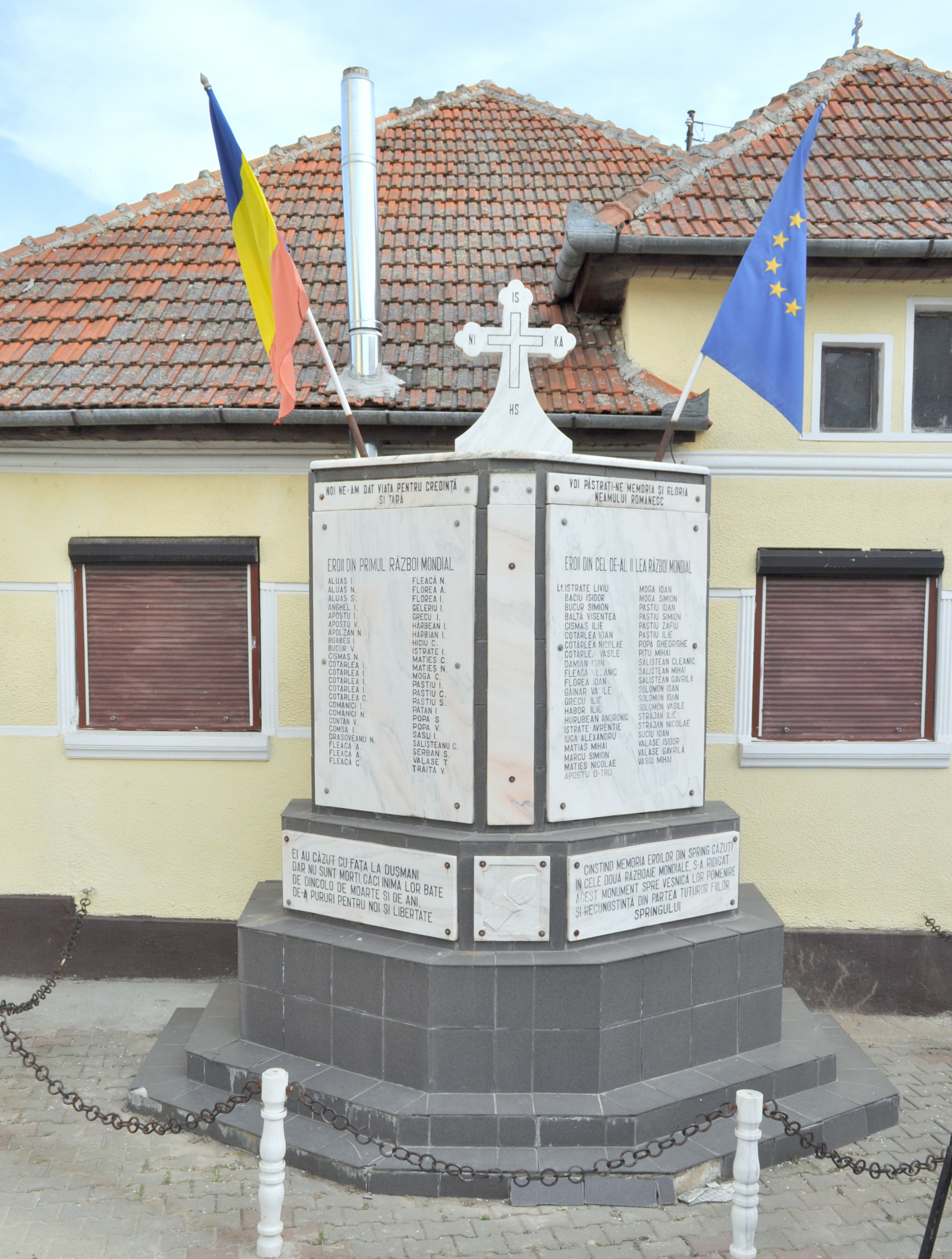
Monumentul Eroilor
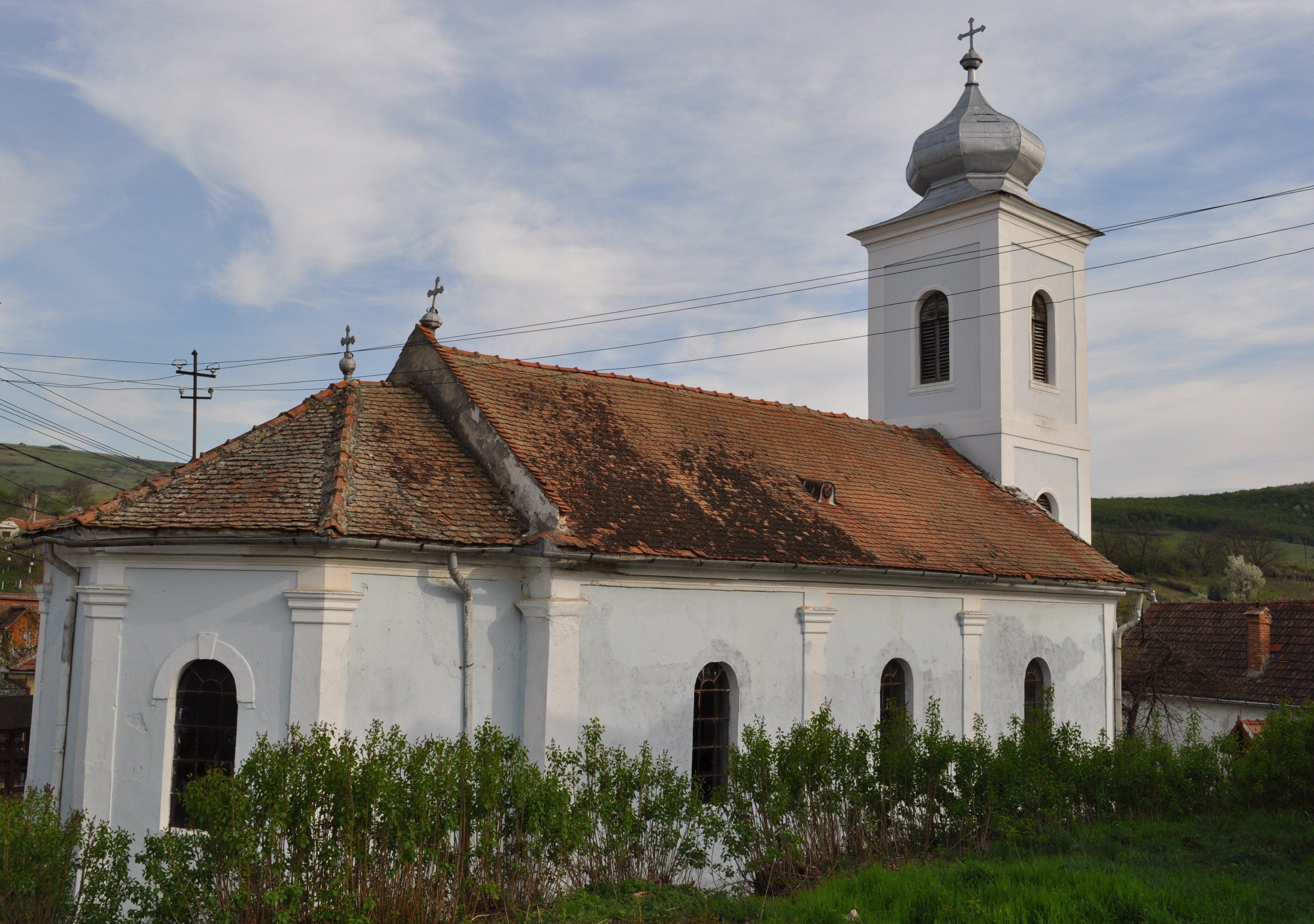
Biserica greco-catolică